# Gwara zawodowa
Gwara zawodowa, gwara profesjonalna, żargon zawodowy, profesjolekt – mowa środowiskowa właściwa dla przedstawicieli określonego zawodu. Od formy powszechnej języka standardowego różni się przeważnie wyłącznie leksyką (profesjonalizmami) i frazeologią. Zasadniczo funkcjonuje wyłącznie w formie ustnej, sporadycznie wykorzystywana jest także jako materiał w utworach literackich. Gwarę profesjonalną tworzą jednostki leksykalne przyjęte do środowiskowych kontaktów nieformalnych; odróżnia się ją od terminologii oficjalnej stosowanej przez daną grupę zawodową.
Termin często traktowany jako synonimiczny w stosunku do określeń żargon, slang, język specjalny.
Niekiedy granica między wąsko pojętą gwarą zawodową a szerszą gwarą środowiskową jest dosyć płynna, np.
gwara myśliwska (język łowiecki) (obecnie jest to raczej gwara środowiskowa). Przykłady gwar zawodowych: prawnicza, lekarska, informatyczna, matematyczna.
Bliskoznaczny termin „profesjolekt” odnosi się do odmian języka potocznego, które cechują się występowaniem słownictwa zawodowego (profesjonalnego). Z kolei termin „gwara (zawodowa)” został przeniesiony z dialektologii i czasem uchodzi za mało trafny; jest częściowo uzasadniony z tego względu, że gwary zawodowe robotników i rzemieślników zachowują pewne związki z gwarami tradycyjnymi, wykazując cechy fonetyczne i fonologiczne odbiegające od norm języka ogólnonarodowego.